# Kelpie
Kelpie – w folklorze celtyckim nadnaturalny wodny koń, zmieniający kształty, nawiedzający szkockie jeziora i rzeki. Na Orkadach podobne stworzenie nosi nazwę Nuggle, a na Szetlandach Shoopiltee. Pojawia się także w folklorze skandynawskim jako Bäckahästen ("koń potokowy").
Kelpie czasami ukazuje się jako brutalny i włochaty człowiek, który ściska i miażdży podróżników, jednak jego najczęstszą, powszechnie przyjętą formą jest łagodny koń, stojący przy strumieniu lub rzece. Jeśli ktokolwiek go dosiądzie, kelpie poszarżuje w najgłębsze partie wody, porywając ze sobą i zatapiając nieszczęsnego jeźdźca. Krzyżówki kelpie z koniem domowym są dobrymi końmi wierzchowymi. Kelpie ostrzegają swoim zawodzeniem i wyciem przed nadchodzącymi burzami. Stworzenia te są jednak rzadko łagodne.
Folklorystyczna opowieść The Kelpie's Wife opowiada o jednym z tych stworzeń i jego żonie, żyjących w jeziorze Loch Garve w szkockim regionie Ross. Utwór zespołu Jethro Tull "Kelpie" z wydanego w 1979 albumu Stormwatch opowiada o młodej kobiecie, skuszonej przez kelpie. Podobne stworzenie w celtyckiej kulturze, Each uisge (celt. "wodny koń"), nawiedza raczej słonowodne zbiorniki, a nie jeziora i rzeki z wodą słodką, z którymi kojarzy się kelpie.

## Kelpie w Skandynawii

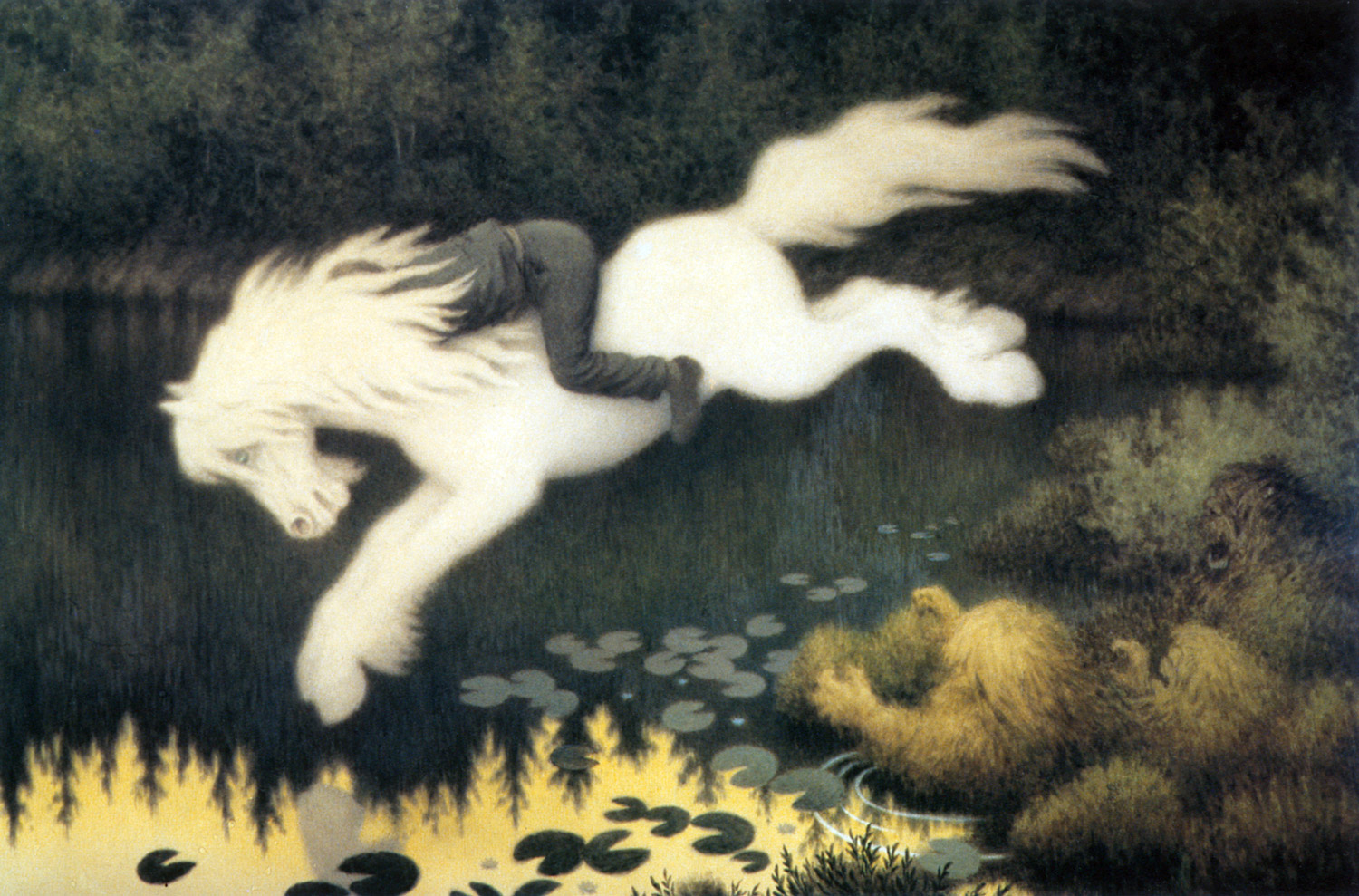
"Gutt på hvit hest" ("Chłopiec na białym koniu") Theodora Kittelsena, przedstawiający nix jako białe kelpie

W Skandynawii Bäckahästen był jedną z transformacji wodnego ducha o kształcie człowieka, zwanego Nix. Często opisywany jest jako majestatyczny biały koń, który pojawia się niedaleko rzek, najczęściej podczas mglistej pogody. Każdy, kto wspiął się na jego grzbiet mógł już nigdy nie móc z niego zsiąść. W takim wypadku koń mógł wskoczyć do wody, topiąc jeźdźca. "Koń potokowy" bywa także widziany jako zaprzężony do pługa. Może to być spowodowane tym, że koń chciał zmylić jakąś osobę, lub też komuś udało się go schwytać.

## Kelpie w Szkocji
Według wierzeń i przesądów szkockich, tamtejsze kelpie najczęściej ukazywały się w postaci ludzkiej, jednak ich skóra miała niebieskie zabarwienie. Potrafiły ponoć także przyjmować kształty groźnych koni wodnych. W Szkocji wierzono kiedyś, że morskie sztormy powodowane są przez te złośliwe stworzenia. Niebiescy ludzie z cieśniny Minch u północnych wybrzeży Szkocji dbali, by morskie wody były tam ciągle wzburzone i w ten sposób skutecznie zmuszały żeglarzy do wybierania innych szlaków. Inne kelpie wzniecały sztormy tylko wtedy, gdy chciały przywieść kogoś do zguby. Wielu ludzi tonęło niespodziewanie po wejściu w pozornie spokojne wody szkockich jezior i rzek. Do innych ulubionych zajęć szkockich kelpie należało straszenie koni tak, by przerażone zrzucały z grzbietów swoich jeźdźców. Kelpie stanowiły zagrożenie także dla statków. Do przepłoszenia okrutnych stworzeń służyły specjalne wiersze i żeglarskie piosenki. Szkockie kelpie często uznawano za lokalną wersję bretońskich korrigan, jednak korrigan są przedstawiane wyłącznie jako kobiety.
Szkocką wersję kelpii uhonorowano monumentalnym pomnikiem "The Kelpies" w Falkirk.

## Kelpie a współczesne potwory
Według Bengta Sjögrena, szwedzkiego autora i historyka przyrody, dzisiejsze wierzenia w potwory, żyjące w jeziorach np. Loch Ness, mają swój początek w starych legendach o kelpie. Sjögren twierdzi, że relacje o nich zmieniały się z czasem. Starsze doniesienia mówią o stworzeniach, przypominających konie, natomiast nowsze częściej wspominają o gadach i stworzeniach, przypominających wyglądem dinozaury. Sjögren wnioskuje, że legendy o kelpie rozwinęły się w dzisiejsze legendy o potworach, zamieszkujących jeziora. Istoty zmieniły tylko wygląd na bardziej realistyczny i nowoczesny, dzięki odkryciom dotyczących dinozaurów oraz wielkich gadów wodnych. Było to powodem "ewolucji" ich wyglądu z koniopodobnych wodnych kelpie do dinozaurów i gadów morskich, szczególnie plezjozaurów.

## Nawiązania
- Kelpie pojawia się w grze na konsolę PS2 "Drakengard 2" jako partner Hancha. Kelpie ma tu wygląd niebieskiego konia z dużym rybim ogonem i mierzy ponad 8 metrów długości.
- Kelpie to także imię konia Ciri z serii książek o Wiedźminie Andrzeja Sapkowskiego.
- Kelpie to śmiercionośne rośliny hodowane na dnach oceanów w książce "Splątane Sieci" z serii Forgotten Realms. Potrafią przybierać kształt konia lub kobiety, zwabiony marynarz ginie pod wodą.
- Kelpie, jako jedna z wróżek mogących przybrać postać ludzką, pojawia się w japońskim anime Hakushaku to yōsei.
- Kelpie pojawia się w "Przewodniku terenowym po fantastycznym świecie wokół nas", który jest częścią serii Kroniki Spiderwick.
- Kelpie, pod nazwą Koń Wodny, występuje w cyklu "Efemera" Anne Bishop. Nieostrożny wędrowiec, który spróbuje je dosiąść, zostaje spętany zaklęciem, które uniemożliwia mu zejście z konia, po czym ginie zaprowadzony przez wierzchowca na dno najbliższego jeziora.
- Motyw Kelpie pojawia się w piosence zespołu Amarena Band pod tytułem "Konie pływają".
- Kelpie, jako demony w postaci konia, mogące przekształcić się we włochatego człowieka występują w serii autorstwa Josepha Delaneya "Kroniki Wardstone", a także w dodatku do książek pod tytułem "Bestiariusz Johna Gregory'ego".
- Kelpie pojawia się w książce "Danina. Nowoczesna baśń" Holly Black. Choć jego główną formą jest mitologiczna potrafi również przybierać postać mężczyzny.
- Kelpie pojawiają się w książce "Wierni wrogowie" Olgi Gromyko.
- W czerwcu 2017 roku z okazji obchodów Dnia Ardbega szkocka destylarnia Ardbeg z wyspy Islay wypuściła whisky single malt o nazwie Kelpie.
- W Star Trek: Discovery pojawia się gatunek, pochodzących od koniowatych przodków, Obcych zwanych Kelpiens. Należy do niego porucznik Saru, jeden z bohaterów głównych tego serialu.
- W filmie animowanym Kraina Lodu II, królowa Elsa dosiada wodnego konia, który mógł być inspirowany właśnie legendarnym Kelpie.
- W grze Kingdom Two Crowns w dodatku Norseland postać wodnego konia (kelpie) pojawia się jako jeden z wierzchowców, którego można dosiadać. Koń ten posiada umiejętność wytwarzania fal umożliwiających spowolnienie wroga.